# Formiguer cara-roig
El formiguer cara-roig (Myrmelastes rufifacies) és una espècie d'ocell de la família dels tamnofílids (Thamnophilidae) que habita el sotabosc de la selva pluvial de l'Amazònia oriental del Brasil.